# Montefollonico
Montefollonico è una frazione del comune di Torrita di Siena, in provincia di Siena.

## Geografia fisica
Il borgo si trova sulla cima di un colle (568 m s.l.m.fonte Istituto geografico militare) tra la Valdichiana e la Val d'Orcia.

## Storia
Le prime notizie sul popolamento della zona risalgono agli uomini di Neanderthal (60.000 anni fa circa) con gli utensili litici rinvenuti in località "Il Tondo" (attualmente parco pubblico). Il territorio conserva inoltre tracce di frequentazione di epoca etrusca e romana.
L'abitato si sviluppò sul confine tra le diocesi senese ed aretina fra il XII e il XIII secolo, prima con la fondazione della pieve di San Leonardo da parte dei monaci cistercensi del vicino monastero, attorno alla quale si sviluppò il primo abitato, poi fortificato dalla Repubblica senese. Il nome deriva dal latino fullones (persone che lavoravano i panni di lana), questo perché i monaci si dedicavano alla follatura della lana.
La sua posizione strategica, ne faceva infatti un utile avamposto contro Montepulciano, alleato di Firenze.
Nel 1553, nell'ambito della guerra di Siena, tra l'impero e la repubblica senese, alleata con la Francia, si arrese all'esercito imperiale di Carlo V e nel 1559 entrò a far parte del granducato di toscana, affidato dall'imperatore a Cosimo Medici.

## Monumenti e luoghi di interesse
Montefollonico è circondato da mura, che conservano ancora alcune torri cilindriche e la torre del Cassero, del 1277. Si conservano inoltre le tre porte (porta a Follonica, porta del Triano e porta del Pianello), che tuttora danno accesso al centro storico.
- Porta del Triano, racchiusa da baluardi a pianta circolare, uno dei quali diroccato. I resti conservati delle mura mostrano strutture composte di pietra concia con uno spessore di quattro braccia. Al centro del fronte meridionale spicca il cassero senese, alta torre di forma quadrata dall'altezza di circa trenta braccia costruita anch'essa in pietra concia.
- Porta del Pianello, chiamata anche porta Nuova o porta Senese, è la porta principale del paese, esempio di architettura militare del XIV secolo. Si apre con un arco alto circa dodici braccia ed è rinforzata da un barbacane, parte di pietra, parte di mattoni, avanzato rispetto alla linea delle mura e un tempo dotato di ponte levatoio.

Il borgo ospita la chiesa di San Leonardo, ricordata dal 1216, il monastero di Santa Maria, fondato dai benedettini prima del 1170 e abbandonato nel XVIII secolo e il palazzo Pretorio.
Nella via centrale del borgo è situato l'ex palazzo di Giustizia con accanto la pubblica cisterna.
La pubblica cisterna di Montefollonico è situata accanto al palazzo di Giustizia nella via principale. Sulla parte anteriore del pozzo si notano tre antichi stemmi gentilizi attinenti alla comunità del paese: il primo appartiene alla famiglia dei marchesi Coppoli, il secondo alla famiglia Landucci e più in generale al Comune di Montefollonico, il terzo rappresenta invece una corporazione religiosa.
Il parco naturale Il Tondo, nei pressi del paese, in cima al colle, consiste in un bosco di cipressi e lecci disposti in maniera circolare. Da qui partono una serie di percorsi pedonali tutto attorno al colle.
Tra gli edifici religiosi si possono notare, fuori dal paese, l'ex convento di San Sigismondo che, dopo essere caduto in abbandono, è stato ristrutturato da privati che hanno garantito la persistenza di alcune delle antiche sezioni della struttura; mentre all'interno del centro storico, troviamo la chiesa di San Bartolomeo paleocristiana risalente al settimo secolo e della Compagnia, in precarie condizioni e quindi non visitabile al momento, risalente al XII secolo, e la chiesa della Compagnia del Corpus Domini.

## Specialità alimentari
Il pecorino della zona, chiamato Grande vecchio di Montefollonico ha una grande rinomanza e il riconoscimento di P.A.T.

## Manifestazioni
"... Lo gradireste un goccio di Vin Santo?..": manifestazione enogastronomica che si tiene a dicembre, incentrata sul vin santo.